# Rue de Sèvres
La Rue de Sèvres es una calle que atraviesa los distritos VI, VII y XV de París, Francia. Está servida por las estaciones Sèvres - Babylone, Vaneau, Duroc y Sèvres - Lecourbe del Metro de París. Debe su nombre a la ciudad de Sèvres, a la cual conduce.

## Historia
En el siglo XIII, esta vía se llamaba chemin de la Maladrerie («camino de la Leprosería») porque conducía a una leprosería situada en la ciudad de Boulogne-Billancourt, lugar ocupado actualmente por los estudios de la SFP.
En 1355, era conocida con el nombre de voie de Sèvres, grand chemin de Sèvres, chemin de Meudon, chemin des Charbonniers, chemin du Boullouer, de 1568 a 1658, antes de convertirse en rue des Petites-Maisons en 1624, y posteriormente rue de l'Hôpital-des-Petites-Maisons.
La parte colindante al Hôpital des Petites-Maisons se llamó rue du Boullouer, posteriormente rue du Boullaier, rue du Boulloy, rue du Bouloir-Saint-Germain, rue des Petites-Maisons y, por último, en 1641, rue de l'Hôpital-des-Petites-Maisons.

## Edificios de interés
- N.º 11: Pierre Seghers instaló aquí su joven editorial tras la liberación de París en 1944.[2]
- N.º 13: aquí vivió el pintor Émile Bouneau (1902-1970).
- N.º 17: antigua Piscine Lutetia.
- N.º 21: edificio del siglo XVIII catalogado monumento histórico.
- N.º 23: Hôtel Lutetia.
- N.º 24: grandes almacenes Le Bon Marché.
- N.º 33: Iglesia de San Ignacio.
- N.º 35: último domicilio parisino de Le Corbusier, donde se situaba su taller.
- N.º 37: el pintor Diogène Maillart tenía un taller en esta dirección desde 1890 hasta su muerte, en 1926.
- N.º 38: La Grande Épicerie.
- N.º 40-42: Hôpital Laennec (catalogado parcialmente como monumento histórico).
- N.º 51: el pintor inglés Thomas William Marshall (1875-1914) tenía aquí su taller en 1905.[3]
- N.º 52: fuente del Felah de Pierre-Nicolas Beauvallet, catalogada monumento histórico.[4]
- N.º 61: edificio con una hornacina en la esquina que alberga una Virgen con Niño.
- N.º 64: fachada con bajorrelieves.
- N.º 79: Aristide Maillol tuvo aquí su taller, donde acogió al pintor Achille Laugé.
- N.º 90: hôtel particulier ocupado por la congregación de las Filles de la Croix.
- N.º 93-97 (y 88-92, Rue du Cherche-Midi): Capilla de San Vicente de Paúl de la Congregación de la Misión.
- N.º 111: en la esquina de la Rue Saint-Romain, el Hôtel de Choiseul-Praslin, sede de la Banque Postale.
- N.º 137: tres pabellones del siglo XIX catalogados monumentos históricos,[5] situados en el patio y no visibles desde la calle; son propiedad privada cerrada al público.
- N.º 149-151: Hôpital Necker-Enfants malades.

Edificios de interés
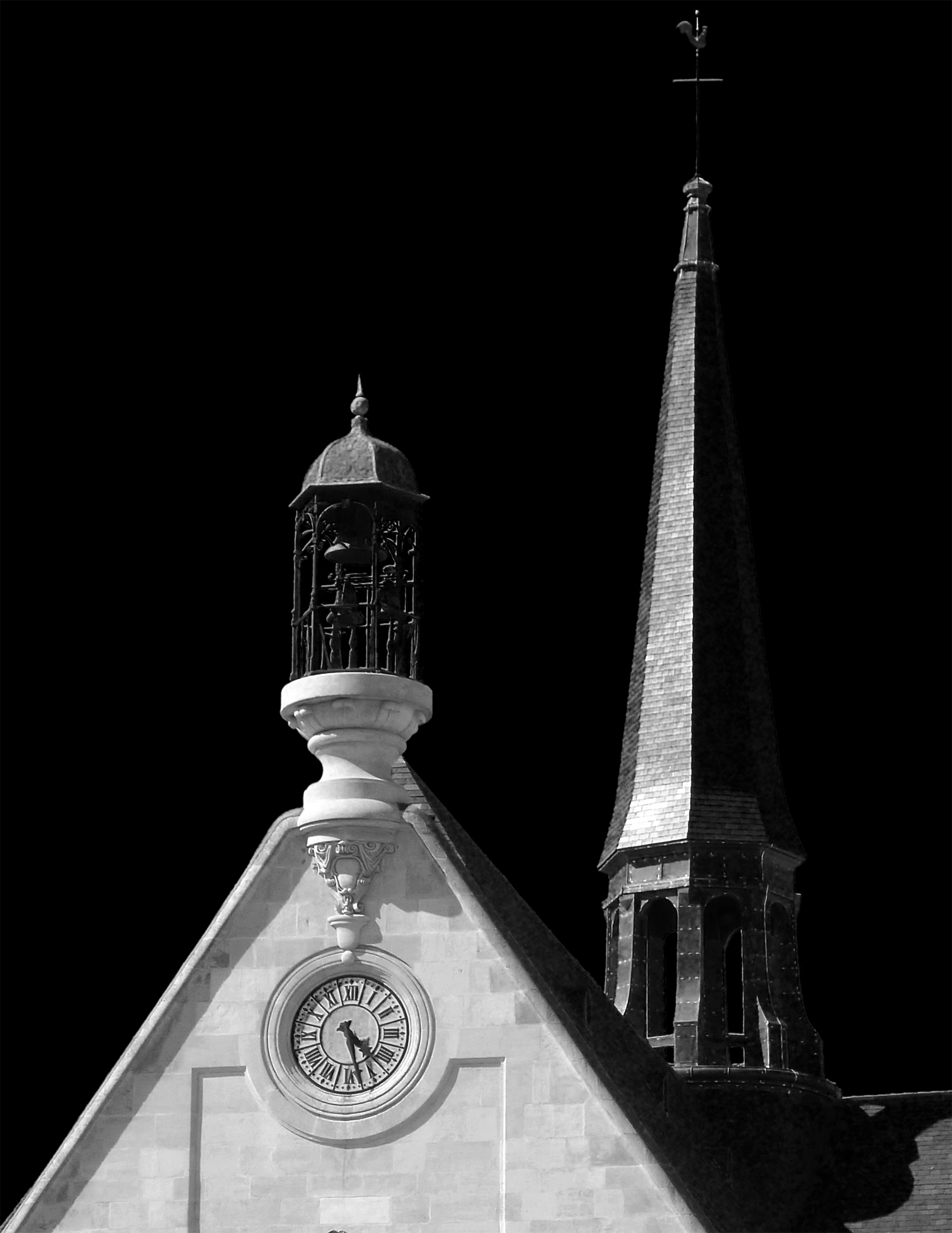
Campanario de la capilla del Hôpital Laennec.
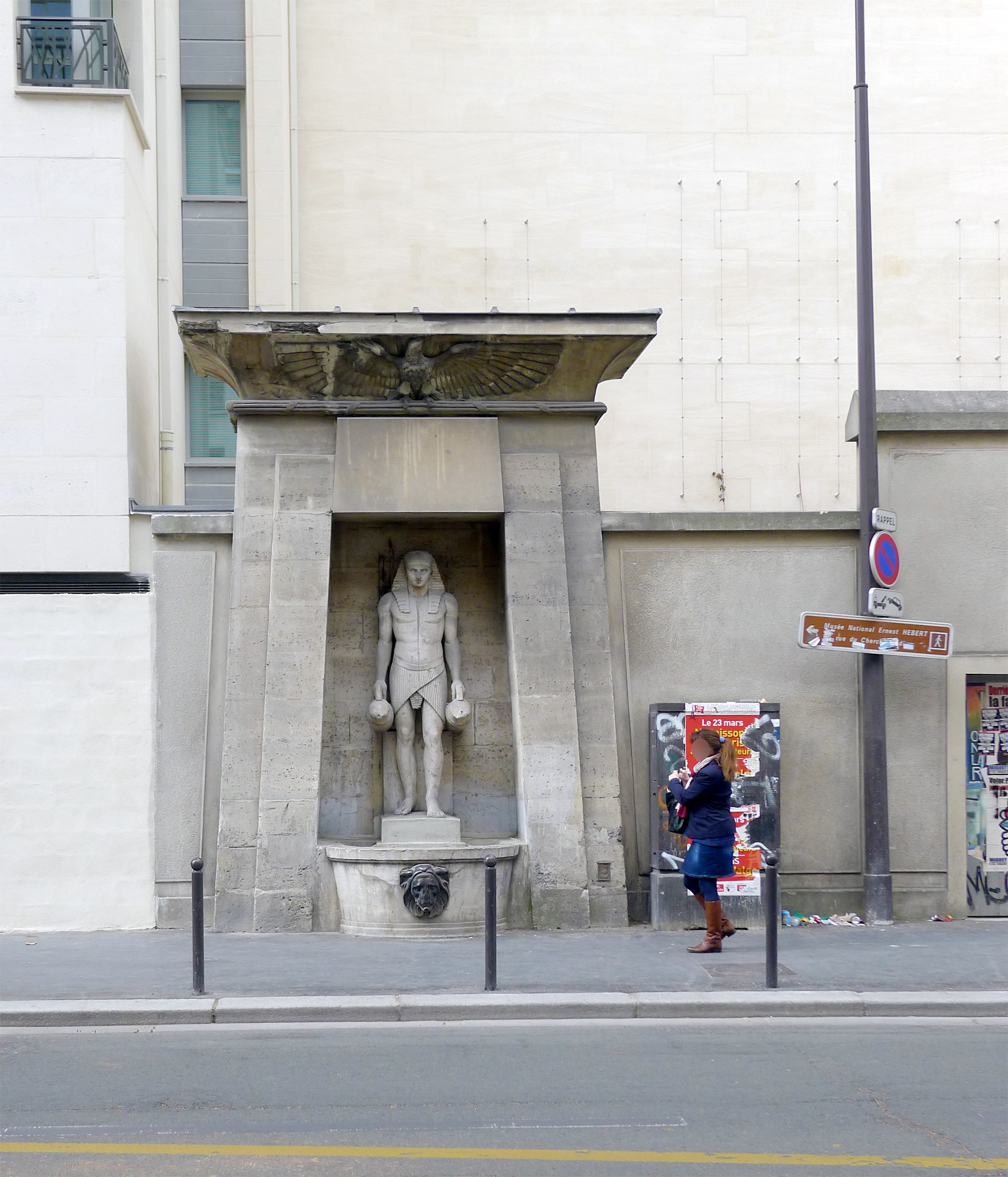
N.º 52, fuente del Felah.
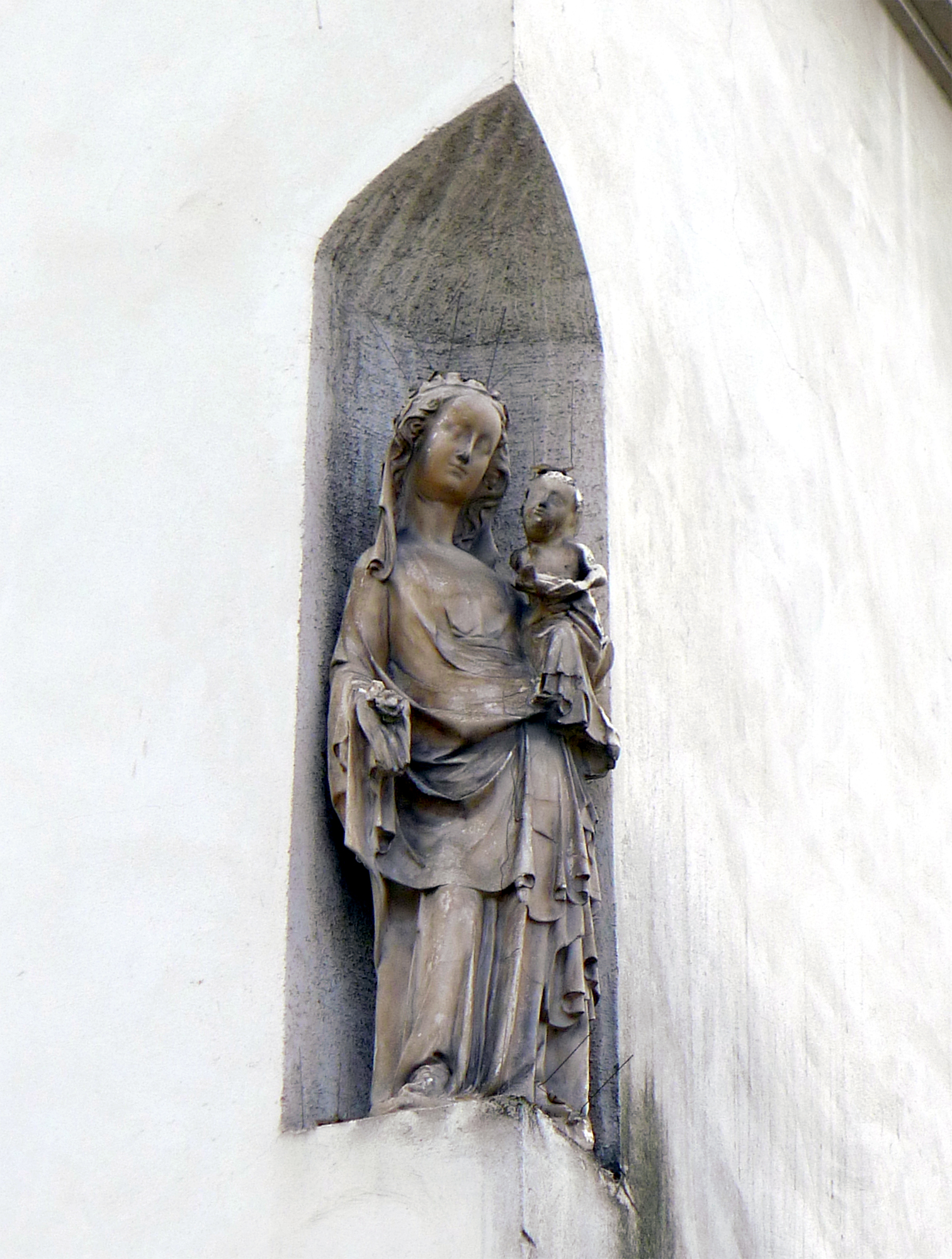
La hornacina en el N.º 61.
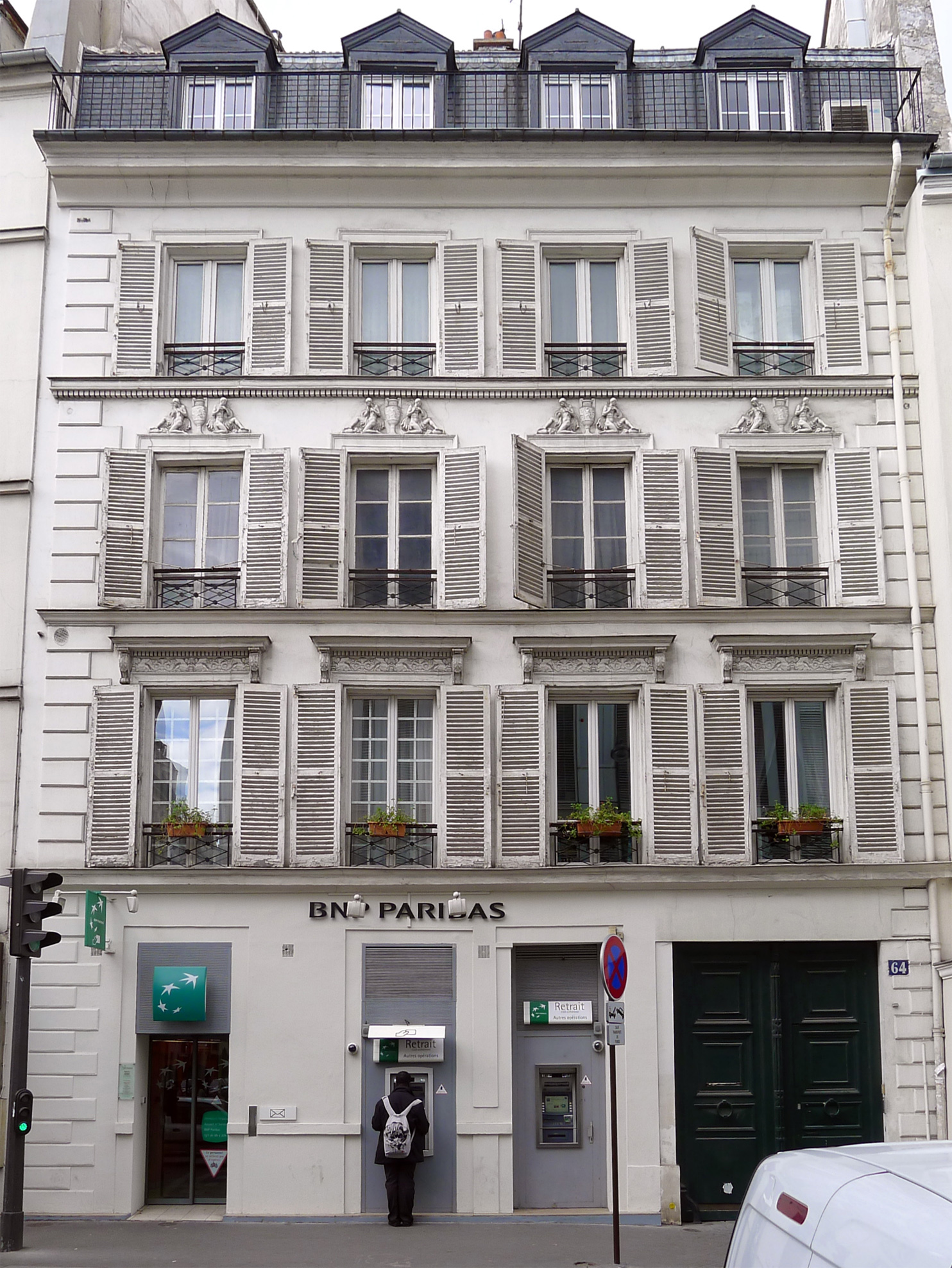
Vista general del N.º 64.
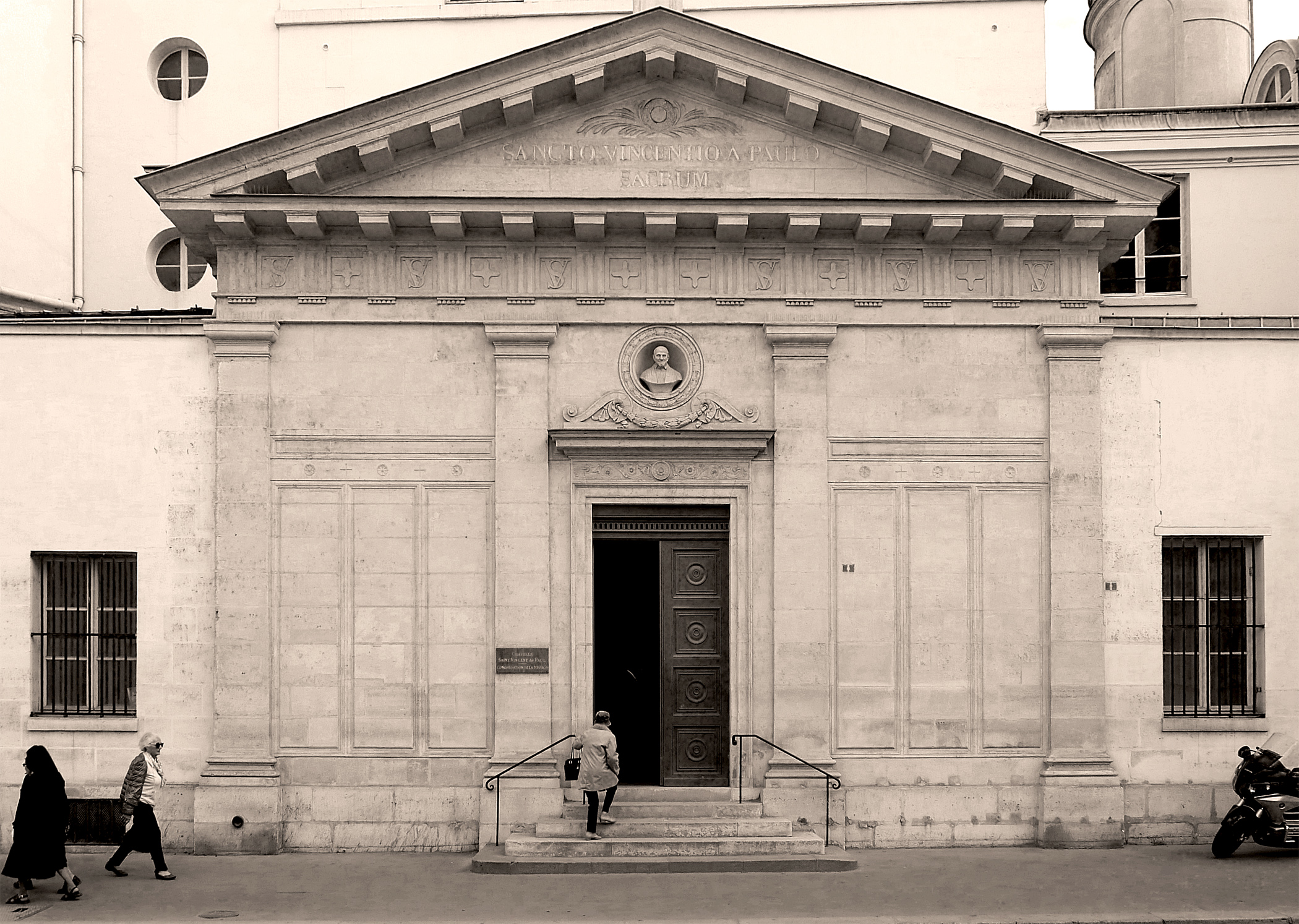
Capilla de San Vicente de Paúl.
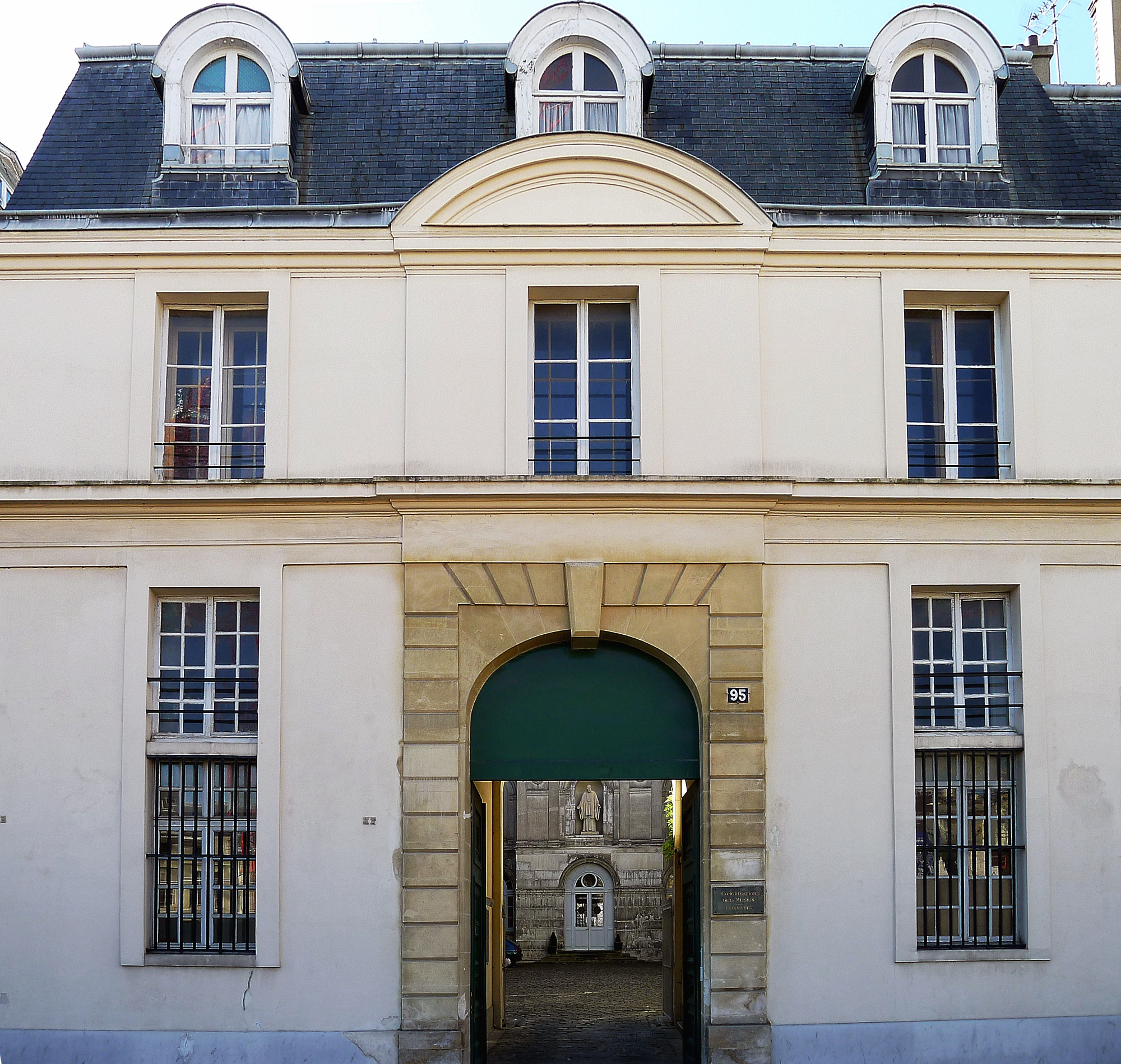
N.º 95.
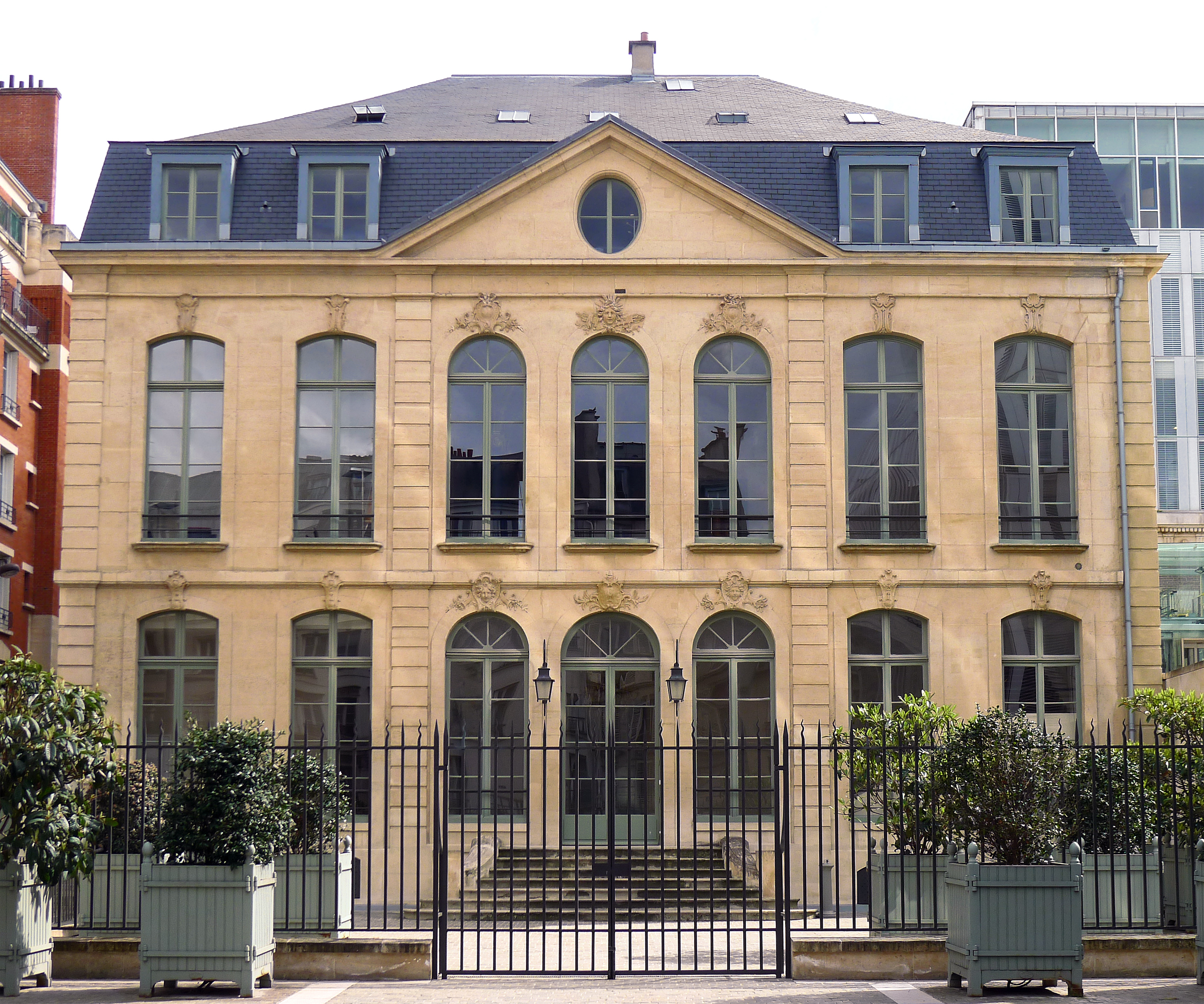
Nº 111, Hôtel de Choiseul-Praslin.